# 皇崗路
皇岗路呈南北走向，是深圳市一条市政道路，南抵皇岗口岸与广深高速公路终点相接，北接梅观高速公路。
皇岗路中途接驳金田路、福华路、福中路、振华西路、红荔路、莲花路、笋岗西路等等，最后经梅林坳北行上升接入梅观高速公路。
沿途有深圳电子技术学校、深圳市中心公园、莲花一村、莲花二村和莲花三村等机构、设施及社区。